# あしたの虹
『あしたの虹』（あしたのにじ）は、1964年3月8日から同年6月29日までフジテレビ系列局で放送されていた関西テレビ製作・石原プロモーション制作のテレビドラマである。小西六写真工業提供のドラマ枠『さくらスターライト劇場』最後の作品。

## 放送時間
いずれも日本標準時。
- 日曜 21:45 - 22:30 （1964年3月8日 - 1964年5月11日）
- 月曜 20:00 - 20:56 （1964年5月18日 - 1964年6月29日）

## キャスト
- 北原三枝
- 金井克子
- 渡辺篤史
- 桂小金治
- 根上淳
- 藤田佳子
- 中村メイコ
- 松本克平
- 村瀬幸子
- 市村俊幸
- ジュディ・オング
- 玉川良一
- ほか

## スタッフ
- 監修：石坂洋次郎
- 脚本：山本雪夫、山中恒
- 演出：島田親一
- 制作：石原プロ

## 主題歌
「あしたの虹」
歌：石原裕次郎 / 作詞：門井八郎 / 作曲：上原賢六
| フジテレビ系列 日曜21:45枠 （本作まで『さくらスターライト劇場』） | フジテレビ系列 日曜21:45枠 （本作まで『さくらスターライト劇場』） | フジテレビ系列 日曜21:45枠 （本作まで『さくらスターライト劇場』）                   |
| 前番組                                                            | 番組名                                                            | 次番組                                                                              |
| ----------------------------------------------------------------- | ----------------------------------------------------------------- | ----------------------------------------------------------------------------------- |
| 哀愁によろしく （1964年1月12日 - 1964年3月1日）                   | あしたの虹 （1964年3月8日 - 1964年5月11日）                       | 歌謡曲アワー 再放送 ※21:45 - 22:00 【日曜22:30枠から移動】世界は動く ※22:00 - 22:30 |
| フジテレビ系列 月曜20:00枠 （本作のみ『さくらスターライト劇場』） |                                                                   |                                                                                     |
| 姿三四郎（1963年版） （1963年11月18日 - 1964年5月11日）           | あしたの虹 （1964年5月18日 - 1964年6月29日）                      | あたって砕けろ （1964年7月6日 - 1964年8月24日）                                     |

| スタブアイコン | サブスタブ | この項目は、まだ閲覧者の調べものの参照としては役立たない、テレビ番組に関連した書きかけの項目です。この項目を加筆・訂正などしてくださる協力者を求めています（P:テレビ/PJ:放送または配信の番組）。 |